# Pronophila parallela
Pronophila parallela är en fjärilsart som beskrevs av Otto Thieme 1906. Pronophila parallela ingår i släktet Pronophila och familjen praktfjärilar. Inga underarter finns listade i Catalogue of Life.